# 伊藤武志
伊藤 武志（いとう たけし）は、日本のCGプロデューサー、映画プロデューサー。マーザ・アニメーションプラネット所属。

## 経歴
セガ・エンタープライゼス(現、セガ)入社後、映像ディレクター／エンジニアとして数々の映像制作、並びに技術開発に携わった後、同社の映像部門としてVE研究開発部（ビジュアル・エンタテインメント研究開発部）を発足。部門長としてセガサミーグループ関連の多くの映像コンテンツ開発を担う。2009年、同部門を分社化し、セガサミービジュアル・エンタテインメント株式会社を設立。取締役に就任。その後マーザ・アニメーションプラネットに社名変更した同社のクリエイティブ・オフィサー、及び、企画開発責任者として国内外の大型映画タイトルの企画／プロデュースを行う。

## 担当作品

### 映画
- 2019年 『ルパン三世 THE FIRST』 - プロデューサー[3]
- 2020年 『ソニック・ザ・ムービー』 - プロデューサー[4][5]

### 短編映画
- 2008年 『NIGHT OF THE WEREHOG ～ソニック&チップ 恐怖の館～』 - ストーリー／プロデューサー
- 2016年 『THE GIFT』 - ストーリー／クリエイティブプロデューサー
- 2019年 『THE PEAK』 - ストーリー／クリエイティブプロデューサー

### コンシューマーゲームタイトル映像
- バーチャファイター5 [6]
- オシャレ魔女♥ラブandベリー [7]
- ナイツ 〜星降る夜の物語〜 [8]
- ソニックライダーズ シューティングスターストーリー [9]
- ファンタシースターポータブル [10]
- Sonic Night of the Werehog ソニック＆チップ 恐怖の館[11]
- サンバDEアミーゴ [12]
- ソニック ワールドアドベンチャー [13]
- 初音ミク -Project DIVA- [14]
- ファンタシースターポータブル2 [15]
- ソニック カラーズ [16]
- スーパーモンキーボール 特盛あそビ〜タ！[17]
- パワースマッシュ[18]
- ファンタシースターオンライン2[19]